# Institut supérieur industriel de Bruxelles
L’Institut supérieur industriel de Bruxelles (ISIB), est un département de la Haute école Bruxelles-Brabant qui offre des bacheliers et masters en sciences de l'ingénieur industriel. Les bâtiments de l'institut sont répartis sur deux sites situés à Bruxelles.
L'ISIB a été créé en 1977 par fusion de l'Institut supérieur des sciences nucléaires appliquées, ISNA, créé en 1956 et de l'École technique supérieure d'Anderlecht, ETSE, créée en 1948. À partir du 1er septembre 1996, l’ISIB était devenu le département technique de la Haute École Paul-Henri Spaak,. En septembre 2016, celle-ci fusionne avec la Haute École de Bruxelles pour former la Haute École Bruxelles-Brabant (HE2B).

## Statut
L'ISIB fait office de département technique de la Haute école Bruxelles-Brabant, établissement public de la Fédération Wallonie-Bruxelles. L'ISIB délivre des formations supérieures de type long.

## Formation
L'ISIB offre diverses formations d'ingénieur industriel, avec les orientations suivantes :
- Ingénieur industriel en chimie
- Ingénieur industriel en électricité
- Ingénieur industriel en  électronique
- Ingénieur industriel en informatique
- Ingénieur industriel en mécanique avec options génie mécanique et aéronautique ou électromécanique
- Ingénieur industriel en physiques nucléaire et médicale (en remplacement de génies physique et nucléaire dès l'année académique 2018-2019)

Les orientations permettent le choix d'un ensemble de cours dans le second cycle de la formation en vue d'une spécialisation plus poussée.
Le  bachelier en prévention, sécurité industrielle et environnement prépare aux métiers de conseiller en prévention dans toutes les formes d'entreprises. Les deux options proposées sont: 
- la radioprotection
- la biosécurité

L'ISIB organise également avec l'ULB un certificat interuniversitaire en Radiophysique médicale .
En 2016, l'ISIB a obtenu, pour 5 ans, l'accréditation française de la Commission des titres d'ingénieur, ainsi que le label Eur-Ace.

## Sources
1. ↑  site de l'a.s.b.l. CerISIB (Cercle des Etudiants de l'Institut Supérieur Industriel de Bruxelles)
2. ↑  Site de l'Institut supérieur industriel de Bruxelles
3. ↑  « Une nouvelle Haute École voit le jour en Fédération Wallonie – Bruxelles ! », sur site officiel du ministre Jean-Claude Marcourt, 29 août 2016 (consulté le 28 novembre 2016).
4. ↑  site du Certificat interuniversitaire en Radiophysique médicale ULB-ISIB